# Иван Тотев
Иван Тотев е български политик от партия ГЕРБ. Кмет на град Пловдив от 2011 г. до 2019 година. Народен представител в XLI народно събрание, XLV народно събрание, XLVI народно събрание и XLVII народно събрание.

## Биография
Иван Борисов Тотев е роден в Пловдив на 28 октомври 1975 г. Завършва средното си образование в Техникум по транспорт „Гоце Делчев“ в Пловдив, специалност „Ел. инсталации на автомобила“.
Завършва Технически университет в София, дипломиран инженер-магистър по „Компютърни системи и технологии“. През май 2010 г. получава магистърска степен от Юридическия факултет на Пловдивски университет „Паисий Хилендарски“ по специалността „Публична администрация“.
Трудовия си стаж започва през 1997 г. като специалист по „Дизайн, оформление и предпечат“ в издателска къща. От 2001 до 2007 г. работи като ръководител на проект в компания за разработване и търговия на софтуер и е директор по техническите въпроси в хотелски комплекс.
През ноември 2007 г. печели мажоритарните избори за кмет на район „Източен“ в Пловдив. Депутат е в XLI народно събрание в периода юли – август 2009 г. От 12 август 2009 г. до октомври 2011 г. е областен управител на Област Пловдив.
На 30 октомври 2011 г. е избран за кмет на Община Пловдив. На 7 ноември 2011 г. полага клетва като кмет на община Пловдив.
На 16 януари 2017 г. е отстранен от кметския пост по обвинения в злоупотреба с обществена поръчка за Зоологическия кът. На 24 януари 2017 г. Апелативният съд отменя това решение.
През април 2021 г. е избран за народен представител в XLV народно събрание. През юли 2021 г. е избран за народен представител в XLVI народно събрание. През ноември 2021 г. е избран за народен представител в XLVII народно събрание.
Семеен, с едно дете.